# Industrie- und Handelskammer für München und Oberbayern
Die Industrie- und Handelskammer für München und Oberbayern (IHK München) ist eine Industrie- und Handelskammer mit Sitz in München.

## Geschichte

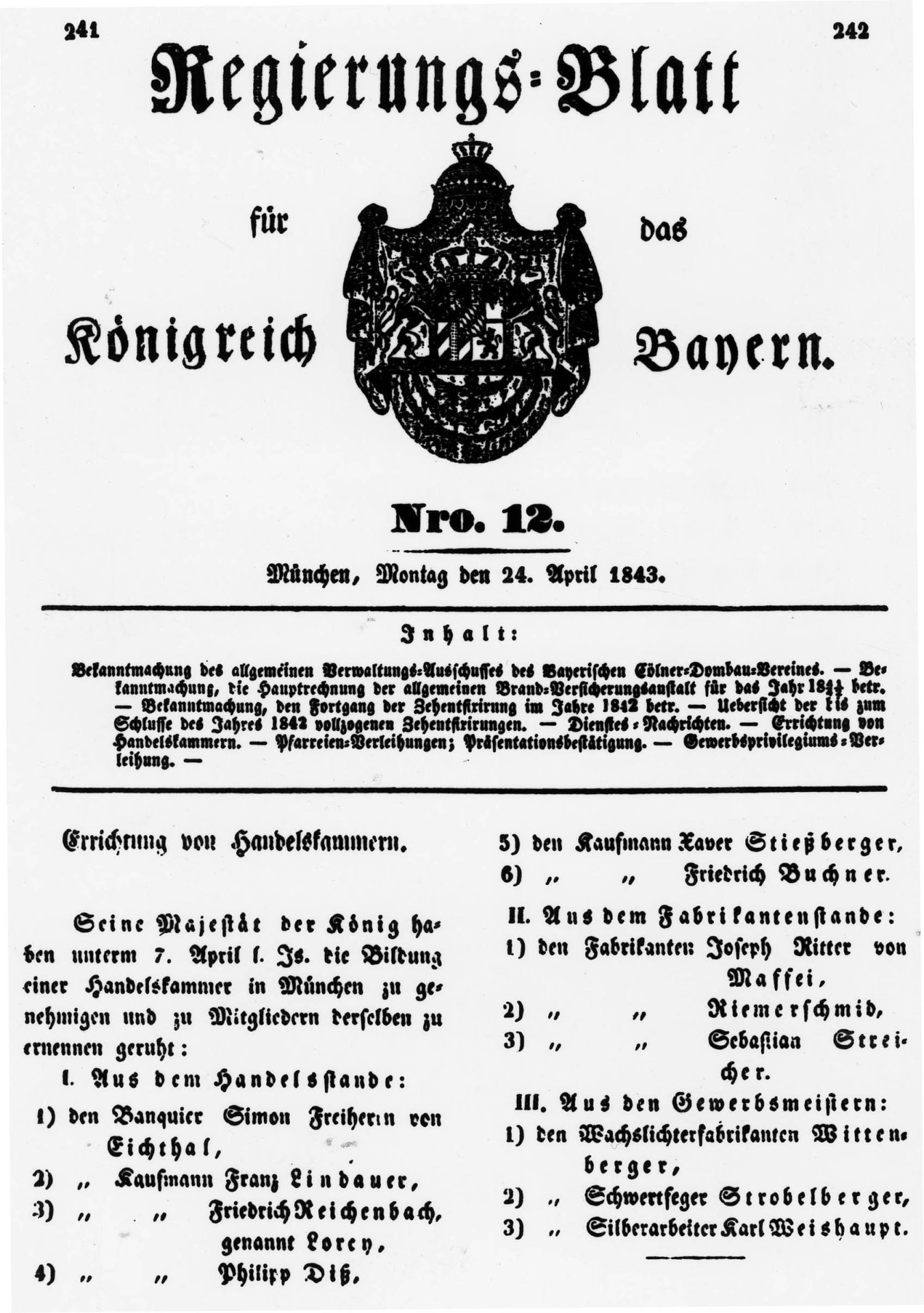
Das Regierungsblatt, in dem die Gründung der Handelskammern genehmigt wurde.

Die Geschichte der Handelskammer begann 1842 und wird nachfolgend näher beschrieben.

### Vorgeschichte
Bereits in der Zeit des Merkantilismus bestanden erste Versuche Handel und Gewerbe politisch einzubinden. In Bayern schuf Albrecht V. (1550–1579) einen „Hofkammerrat“ in dem neben Hofbeamten auch Kaufleute vertreten waren. Am 23. August 1613 wurde ein „Kommerzien-Kollegium“ als Vertretung des Handels mit Sitz in München geschaffen. Dieses Gremium, dem anfangs die Räte S. von Sauerzopf, Schobinger, Chr. von Schrenkh und Jocker angehörten, sollte regelmäßig tagen und Probleme des Handels beraten. Schwierige Fälle sollte der Hofkammerrat entscheiden. Letztmals ist ein Bericht des Kollegiums von Schobinge aus dem Jahr 1631 erhalten. Genauso wenig dauerhaft war die Arbeit des Kommerz-Kollegiums (gebildet am 22. Mai 1679), der Kommerzien-Deputation (gebildet am 22. Mai 1690) und des Kommerzien-Kollegiums (gebildet am 2. April 1748). Vorsitzender des Kommerzien-Kollegiums war der Präsident der Hofkammer, Graf Emanuel von Törring-Jettenbach, Direktor der Hofratskanzler Aloisius von Kreittmayr. Bis auf zwei Kaufleute und Bürgermeister Benno Ferdinand Reindl bestand die Kammer nur aus Staatsbeamten. Auch diese Kammer wurde mehrfach (1759, 1765 und 1769) umgebildet und konnte keine bedeutende Wirkung erzielen.
Nach der französischen Revolution wurden in Frankreich und dem Rheinland erstmals Handelskammern gebildet. In Bayern wurde die Institution des „Handelsvorstehers“ geschaffen. Es handelte sich um einen freiwilligen Zusammenschluss von Kaufleuten ohne amtlichen Charakter aber unter staatlicher Genehmigung. Am 27. April 1815 wurde der erste Handelsvorstand dieser Art in München vereidigt. Er bestand aus Simon Spitzweg (Vorsitzender), Ignatz Sauer, Johann Georg Knöpler und Paul Gaudrille.
Am 2. Oktober 1829 beschloss der Verein des Handelsstandes die Einrichtung einer „Kaufmannsstube“ als Vertretung der Kaufmannschaft. Nach Genehmigung durch das Innenministerium am 14. Juli 1830 trat der zur Kaufmannsstube erweiterte Handelsvorstand am 13. September 1830 zu seiner ersten Sitzung im Münchener Rathaus zusammen. Vorstand wurde Franz Xaver Riezler, Christian August Erich, Friedrich Reichenbach und Ludwig Knorr. Hinzu kamen als Assessoren Anton Schindler, Joseph Anton von Maffei und Ludwig Negrioli.
Die wichtigste Maßnahme der Kaufmannsstube war die Gründung der Börse München am 16. Dezember 1830.

### Die erste Handelskammer von 1843
Seit Jahren hatte es in Bayern eine politische Diskussion um die Einführung von Handelskammern gegeben. 1825 riet die Kammer der Abgeordneten zu der Einrichtung, 1830 kam das Thema erneut auf die Tagesordnung. Im Landtagsabschied von 1831 sagte die Regierung zu, dem Thema die verdiente Aufmerksamkeit zu widmen. Der König stand jedoch der Einrichtung von Handelskammern kritisch gegenüber und ließ noch 1840 der Antrag der Regierung der Pfalz auf eine Kammereinrichtung ablehnen. Minister Karl von Abel gelang es jedoch, den König umzustimmen.
Mit der „Allerhöchste Verordnung, die Einführung von Handelskammern betreffend.“ vom 19. September 1842 wurde im Königreich Bayern die Rechtsgrundlage für den Aufbau der Handelskammern geschaffen. Am 7. April 1843 genehmigte König Ludwig I. von Bayern auf dieser Grundlage die Bildung der Münchener Handelskammer. Am 30. Oktober fand die konstituierende Sitzung der Kammer im Alten Rathaus statt. Die Kammer bestand aus zwölf ernannten Mitgliedern des „Handels-, Fabrikanten- und Gewerbsstandes“. Als Vorsitzender der Kammer wurde Joseph Anton von Maffei gewählt.
Die Kammermitglieder wurden vom König ernannt. Hierzu reichte die Kammer jeweils drei Vorschläge beim König ein, von denen dieser einen ernannte. Alle zwei Jahre sollte ein Drittel der Kammermitglieder durch Los bestimmt ausscheiden und durch neue Mitglieder ersetzt werden. Es wurden drei Gruppen gebildet:
- der Handelsstand,
- der Fabrikantenstand und
- die Gewerbsmeister.

Die erste so entstandene Kammer in München bestand aus:
| Handelsstand:                                   | Fabrikantenstand:        | Gewerbsmeister:                    |
| ----------------------------------------------- | ------------------------ | ---------------------------------- |
| Simon Freihher von Eichthal (Bankier)           | Joseph Ritter von Maffei | Wittenberger (Wachslichtfabrikant) |
| Franz Lindauer (Kaufmann)                       | Riemerschmid             | Strobelberger (Schwertfeger)       |
| Friedrich Reichenbach, genannt Lorcy (Kaufmann) | Sebastian Streicher      | Karl Weißhaupt (Silberarbeiter)    |
| Philipp Diß                                     |                          |                                    |
| Xaver Stießberger (Kaufmann)                    |                          |                                    |
| Friedrich Buchner                               |                          |                                    |

Gleichzeitig wurden die Handelskammern für die Pfalz in Kaiserslautern, für die Oberpfalz in Regensburg und für den oberfränkischen Kreis in Bamberg genehmigt.

### Umstrukturierungen 1848 bis 1863
Nach der Märzrevolution kam es auch in der Gewerbepolitik zu Änderungen. Mit zwei Verordnungen vom 3. August 1848 wurde eine landesweite Gewerbekammer eingerichtet. Die regionalen Handelskammern blieben bestehen und bestanden nun nur noch aus den Vertretern der Kaufmannschaft und der Fabrikanten. Je zwei Vertreter jeder Kammer sollten einen „Handelrat des Reiches“ bilden. Dieser wurde jedoch nie einberufen.
Wie viele Änderungen des Jahres 1848 war auch diese nicht langlebig. Mit Verordnung vom 27. Januar 1850 wurde die Trennung von Gewerbe- und Handelsstand rückgängig gemacht. Die Handelskammern waren nun „Gewerbe- und Handelskammern“. Sie waren in drei Abteilungen untergliedert: Der Gewerberat, der Fabrikrat und der Handelsrat.
Mit der Gewerbeinstruktion vom 17. Dezember 1853 wurde die „Kreis-, Gewerbe- und Handelskammer für Oberbayern“ geschaffen. Sie setzte sich aus mindestens 25 Mitgliedern der in München und Oberbayern bestehenden Handels-, Fabrik- und Gewerberäte zusammen. Diese trafen sich einmal jährlich ab dem 15. Januar zu einer mehrtägigen Kammersitzung.
Mit der Gewerbeinstruktion vom 21. April 1862 wurde die Beitragsfinanzierung der Räte eingeführt. Dies stieß insbesondere bei den Handwerkern auf Kritik, da diese daneben die Pflichtbeiträge an die Zünfte zu leisten hatten.
Zum 1. Mai 1868 wurde die Gewerbefreiheit eingeführt. Dies war Anlass, auch das Kammerwesen neu zu ordnen. Mit der „Königlich allerhöchste Verordnung“ König Ludwigs II. von Bayern vom 20. Dezember 1868 wurden folgende Regelungen getroffen: Die Kammer bestand nun aus 2 Abteilungen: Die Handelskammer für Handel und Fabriken und Gewerbekammer für die restlichen Unternehmen einschließlich des Handwerks. Der Vorsitzende sollte immer aus der ersten Abteilung stammen. Die Mitglieder der Kammer wurden gewählt. Die Wahl der Mitglieder erfolgte auf 6 Jahre. Alle drei Jahre schieden die Hälfte der Mitglieder aus (wer, wurde per Los bestimmt) und wurden nachgewählt.
| Jahr | Handel          | Handel               | Gewerbe         | Gewerbe              |
| Jahr | Wahlberechtigte | Wähler (abs. / in %) | Wahlberechtigte | Wähler (abs. / in %) |
| ---- | --------------- | -------------------- | --------------- | -------------------- |
| 1866 | 669             | 54 (8,07 %)          | 7452            | 166 (2,22 %)         |
| 1875 | 491             | 44 (8,96 %)          | 9790            | 59 (0,6 %)           |
| 1879 | 1931            | 361 (18,69 %)        | 11903           | 569 (4,78 %)         |

Gewählt wurden zunächst 8 Mitglieder je Abteilung. 1875 erfolgten vorgezogene Ergänzungswahlen, da die Kammer nun auf 12 Mitglieder je Abteilung erweitert wurde. Die Wahlbeteiligung war sehr gering.
Im Gegensatz zu der bisherigen Kammer, die lediglich in Jahressitzungen zusammentrat, war die Kammer nun eine ständige Einrichtung. 1869 wurde daher der Sekretär Josef Landgraf mit einem Gehalt 800 Gulden eingestellt. Die Kosten wurden erstmals durch Beiträge der Firmen gedeckt.
Wahlberechtigt für die Kammer waren nur die Unternehmen in München. Außerhalb Münchens konnten unselbstständige Bezirksgremien geschaffen werden. Die Bezirksgremien liefern für die Jahresberichte der Kammer Informationen zu. Nach dem Gesetz waren die Vorstände der Bezirksgremien „ständig eingeladen, der Kammer mit entscheidender Stimme beizuwohnen“.
Die Bezirksgremien waren:
- Rosenheim: 1869 als Nachfolger des am 3. Juli 1865 gebildeten Fabrik- und Handelsrates geschaffen
- Laufen-Rosenheim: Am 20. August 1871 gebildet. Der Gewerbe- und Fabrikrat Laufen war einer der Vorgänger und wurde am 2. Januar 1865 gebildet. Das Bezirksgremium Laufen-Rosenheim wurde am 20. Februar 1876 in ein Bezirksgremium Laufen und ein Bezirksgremium Berchtesgaden-Reichenhall geteilt. Das letztere wurde zum 31. März 1901 aufgelöst.
- Traunstein-Trostberg: 1872 gegründet
- Ingolstadt: 1854 entstand ein Gewerbe-, Handels- und Fabrikrat, dieser schlief jedoch ein. Am 28. September 1900 erfolgte die Wiedergründung des Bezirksgremiums Ingolstadt

Am 1. Juli 1869 konstituierte sich die „Handels- und Gewerbekammer für Oberbayern“.
Die Verordnung vom 25. Oktober 1889 änderte die Regelungen für das Stimmrecht bei der Wahl der Kammer. Für die Handelskammer war nun die Eintragung im Handelsregister (oder die Eigenschaft als Vorstand eines Handelsunternehmens) entscheidend, für die Gewerbekammer war die Veranlagung zur Gewerbesteuer bei einem stehenden Gewerbe maßgeblich.
3. August 1896 erfolgte der Beschluss zum Beitritt zum Deutschen Handelstag.
1908 trennten sich die Wege von Handels- und Handwerkskammer. Mit der Verordnung vom 25. Februar 1908 wurden die Handwerker in die neue Handwerkskammer ausgelagert und die Handelskammer München erhielt den Status einer juristischen Person. Die Kammer war nur für Handel, Gewerbe (ohne Handwerk), Industrie und Bergbauunternehmen zuständig und hatte 36 Mitglieder, von denen 24 in München und 12 in der Provinz gewählt wurden.
Mit der Industrie- und Handelskammerverordnung vom 5. Februar 1927 erhielt die Kammer offiziell den Namen eine einer Industrie- und Handelskammer, den sie bereits seit 1926 inoffiziell geführt hatte.

### Zeit des Nationalsozialismus
Mit der Machtergreifung der Nationalsozialisten 1933 erfolgte auch die Gleichschaltung der Kammer. Kammerpräsident Joseph Pschorr und Hauptgeschäftsführer Edmund Simon wurden aus ihren Ämtern entfernt. Neuer Vorsitzende der Kammer wurde Albert Pietzsch. Die Selbstverwaltung der Wirtschaft wurde beendet, die Kammer nach dem Führerprinzip organisiert. An Stelle der gewählten Vollversammlung trat nun ein von Albert Pietzsch ernannter Beirat. Hauptgeschäftsführer wurde Hans Buchner, NSDAP-Mitglied und seit über zehn Jahren Wirtschaftsredakteur des „Völkischen Beobachters“.
1937 wurde die Anzahl der Industrie- und Handelsgremien erhöht. Zu den drei bestehenden Gremien Ingolstadt, Rosenheim und Traunstein kamen fünf neue Gremien dazu: Berchtesgaden – Bad Reichenhall; Garmisch-Partenkirchen; Freising – Erding – Moosburg; Schongau – Weilhelm – Landsberg sowie Bad Tölz – Miesbach. Die Verordnung der bayerischen Landesregierung vom 2. März 1937 machte die Kleingewerbetreibenden beitragspflichtig und band die Kammerbeiträge an die Gewerbesteuer.
Gemäß Verordnung vom 20. April 1942 wurde die Kammer am 1. April 1943 zusammen mit der Wirtschaftskammer und der Handwerkskammer in die „Gauwirtschaftskammer München-Oberbayern“ überführt.

### Nach 1945
Mit den „Richtlinien betreffend Handelskammern“ vom 17. Juli 1945 und vor allem der Direktive vom 1. / 14. August 1945 legte die amerikanische Militärregierung die Prinzipien der Organisation der Kammern fest. Die Gauwirtschaftskammern wurden aufgehoben, Industrie- und Handelskammer (und Handwerkskammern) konnten wieder gebildet werden. Diese basierten jedoch auf der freiwilligen Mitgliedschaft und hatten lediglich beratende Funktion. Daneben solle es keine Beschränkung der Kammerzahl geben. Auf dieser Basis wurden die IHKs in München, Augsburg, Regensburg, Nürnberg, Bayreuth und Würzburg wiedererrichtet (die in Passau und Coburg folgten im Frühjahr 1946). Die Kammer in München trug den Namen „Industrie- und Handelskammer München“.
1956 wurde das Kammerrecht durch das „Gesetz zur vorläufigen Regelung des Rechts der Industrie- und Handelskammern (IHKG)“ vereinheitlicht. Dieses Gesetz führte wieder die Pflichtmitgliedschaft ein und gab den Kammern den Status einer öffentlich-rechtlichen Körperschaft zurück.
1957 änderte die Münchener Kammer ihre Satzung gemäß dem Gesetz und benannte sich in die heutige Bezeichnung um.
Die Gebiets- und Verwaltungsreform vom 1. Juli 1972 vergrößerte den Kammerbezirk erheblich. Neu hinzu kamen die neugebildeten Landkreise Neuburg-Schrobenhausen und Eichstätt.

## Gebäude

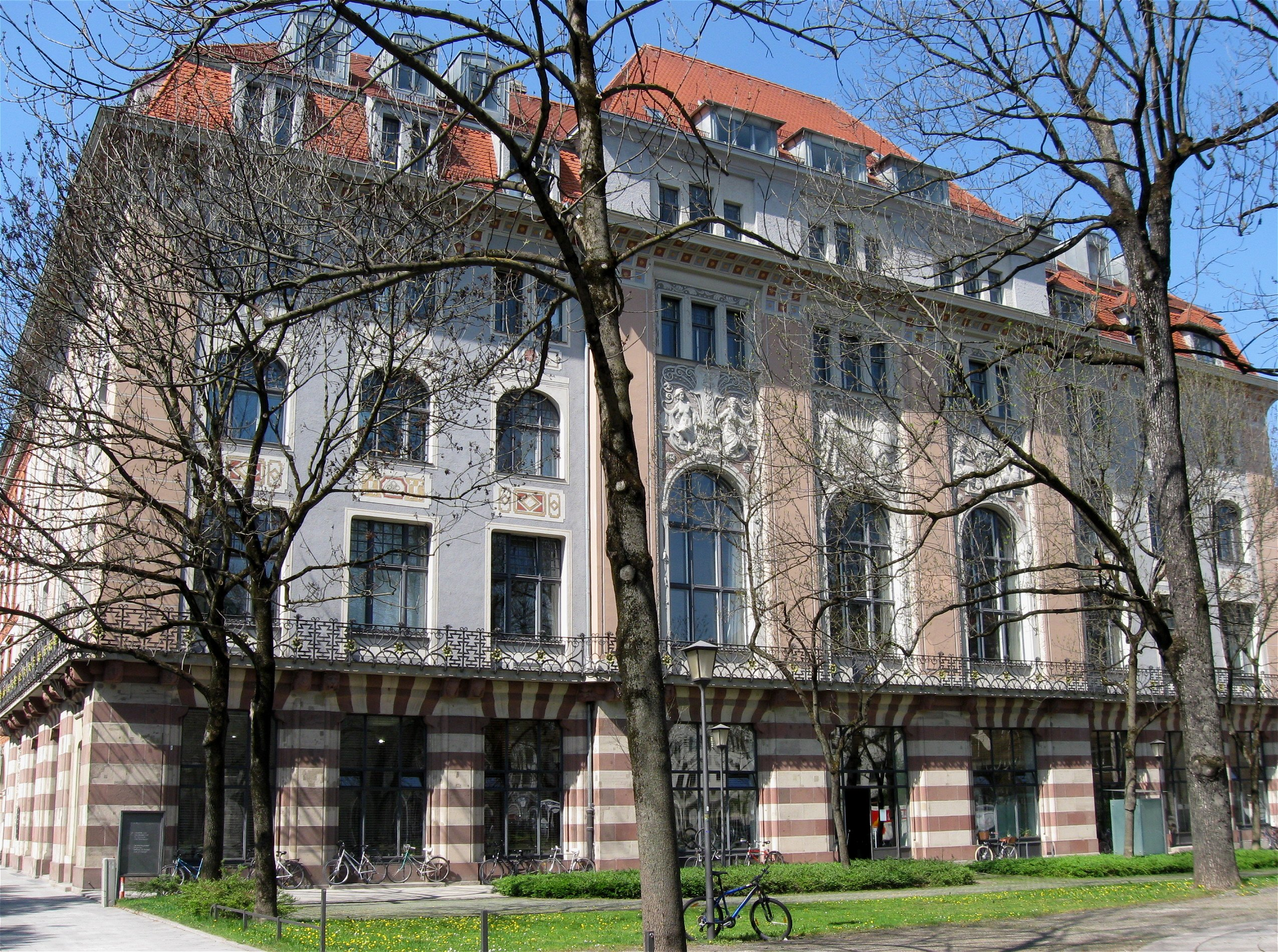
Ehemaliges Haus für Handel und Gewerbe, Maximiliansplatz 8

Nach der Einrichtung einer ständigen Kammer im Jahr 1868 stellte der Magistrat ein Lokal „vorläufig“ zur Verfügung. Später bezog die Kammer in angemieteten Räume in der Königlichen Münze. Um die Jahrhundertwende wurden diese zu klein. Die Handelskammer und die Münchner Börse ließen daher durch den Architekten Friedrich von Thiersch 1899 bis 1901 das Haus für Handel und Gewerbe erbauen. Die Innenausstattung gestaltete Ignatius Taschner. Der Bauplatz am Maximiliansplatz 8 (vorher stand hier das Gasthaus zum Achatz) in der Maxvorstadt befand sich auf Flächen außerhalb des aufgeschütteten, ehemaligen Stadtgrabens. In dem am 25. April 1901 eröffneten Gebäude und im angrenzenden Geschäftshaus A. S. Drey in der Max-Joseph-Straße 2 befindet sich heute der Hauptsitz der Industrie- und Handelskammer für München und Oberbayern.
Der Gebäudekomplex an der Max-Joseph-Straße 2 wurde 1935 für mehr als eine Million Reichsmark von der Kammer erworben. Der Architekt Gabriel von Seidl hatte ihn 1911 als privates Wohn- und Geschäftshaus für den jüdischen Antiquitätenhändler Arnold S. Drey erbaut.

## Bildungseinrichtungen
Im Oktober 1977 wurde das IHK-Bildungszentrum Westerham gegründet. Die Akademie der IHK für München und Oberbayern führt hier jährlich etwa 800 Veranstaltungen mit 10.000 Teilnehmern durch. Der Altbau wurde in den 1920er Jahren als Kinderheim der Reichsbahn errichtet.
Am 18. September 1992 nahm das IHK-Zentrum für Weiterbildung und Technik in München in der Orleanstraße 10–12 seine Arbeit auf. Es bietet Angebote der beruflichen Weiterbildung für Industrie, Handel und Dienstleistung.
Die IHK Akademie München und Oberbayern, die beide Zentren betreibt, wird in der Rechtsform einer GmbH betrieben und hat ihren Sitz in der Orleanstraße 10–12. Alleinige Gesellschafterin ist die IHK München.

## Publikationen
Am 7. Januar 1871 gab die Handels- und Gewerbekammer erstmals die „Bayerische Handelszeitung“ heraus. Heute veröffentlicht sie monatlich das „IHK Magazin“.

## Personen

### Präsidenten
Die nachfolgende Tabelle zeigt die Präsidenten der Industrie- und Handelskammer für München und Oberbayern seit ihrer Gründung:
| Amtszeit     | Name |
| ------------ | --- |
| 1843–1850    | Joseph Anton von Maffei, Fabrikbesitzer der Maschinenfabrik J.A. Maffei                                                                    |
| 1851         | Leo Haenle, Fabrikbesitzer der Metallpapier- und Bronzefarben-Fabrik L. Hänle und Vorsitzender des Fabrikrates seit 1852                   |
| 1852–1853    | Carl Michael Rosipal, Tuchhändler (Kaufmann) und Vorsitzender des Handelsrates                                                             |
| 1854–1868    | Leo Haenle als Vorsitzender der jährlich einmal tagenden Kreis-, Gewerbe- und Handelskammer, daneben blieb er Vorsitzender des Fabrikrates |
| 1869–1873    | Moritz Guggenheimer, Großhändler und Teilhaber eines Bankgeschäftes                                                                        |
| 1873–1906    | Johann Carl von Weidert, Inhaber des Bank- und Speditionsgeschäftes Gutleben & Weidert                                                     |
| 1906–1911    | Otto von Pfister, Teilhaber der Getreidegroßhandlung Pfister, Mayr & Co.                                                                   |
| 1912–1933    | Josef Pschorr, Teilhaber der Pschorrbräu                                                                                                   |
| 1933–1944    | Albert Pietzsch, Vorstandsmitglied der Elektrotechnischen Werke München AG                                                                 |
| 1944–1945    | Georg Seebauer, Vorstand der Bayernwerk AG und Bayerische Wasserkraft AG                                                                   |
| 1945–1952    | Reinhart Kloepfer, Klöpfer & Königer, Sägewerke und Holzgroßhandlung                                                                       |
| 1952–1961    | Hans Pfülf, Vorstandsvorsitzender der Pschorrbräu AG                                                                                       |
| 1961–1963    | Werner Premauer, Bayerische Vereinsbank AG                                                                                                 |
| 1963–1971    | Heinz Noris, Held & Francke Bauaktiengesellschaft                                                                                          |
| 1971–1990    | Rolf Rodenstock, Optische Werke G. Rodenstock                                                                                              |
| 1990–1998    | Dieter Soltmann, Spaten-Franziskaner-Bräu KGaA                                                                                             |
| 1998–2004    | Claus Hipp, Hipp Unternehmensgruppe |
| 2004–2013    | Erich Greipl, Otto Beisheim Betriebs GmbH                                                                                                  |
| 2013–2021    | Eberhard Sasse, Dr. Sasse Aktiengesellschaft München                                                                                       |
| 2021 – heute | Klaus Josef Lutz, BayWa AG und Mount Wellington Beteiligungsgesellschaft mbH                                                               |

### Hauptgeschäftsführer
| Amtszeit    | Name             |
| ----------- | ---------------- |
| 1869–1873   | Joseph Landgraf  |
| 1873–1881   | August Fläxl     |
| 1881–1882   | Clamor Neuburg   |
| 1882–1883   | Robert Dahlmann  |
| 1884–1886   | Rudolf Schreiber |
| 1886–1922   | Julius Kahn      |
| 1922–1933   | Edmund Simon     |
| 1933–1945   | Hans Buchner     |
| 1945–1947   | Edmund Simon     |
| 1947–1952   | Ludwig Mellinger |
| 1952–1979   | Günter Bruns     |
| 1980–1997   | Wilhelm Wimmer   |
| 1997–2008   | Reinhard Dörfler |
| 2008–2018   | Peter Driessen   |
| 2019- heute | Manfred Gößl     |

### Andere
- Heinz Gumin, 1975 bis 1989 Vizepräsident der Industrie- und Handelskammer für München und Oberbayern und Ehrenmitglied der IHK-Vollversammlung
- Anton Kathrein, bis 2012 Vizepräsident der Industrie- und Handelskammer für München und Oberbayern